# Sporobolus laxus
Sporobolus laxus är en gräsart som beskrevs av Bryan Kenneth Simon. Sporobolus laxus ingår i släktet droppgräs, och familjen gräs. Inga underarter finns listade i Catalogue of Life.